# Salón Internacional del Cómic de Granada
El Salón Internacional del Cómic de Granada es un evento de historieta que se celebra anualmente en Granada desde 1994, considerado el segundo en importancia del medio en España por detrás del Salón Internacional del Cómic de Barcelona. Lo organiza la Asociación E-Veleta, cuyo director es Alejandro Casasola Medina, con el patrocinio del Instituto Andaluz de la Juventud y la Consejería de Cultura de la Junta de Andalucía, entre otras entidades.

## Historia
En 1989, la asociación juvenil “Otro Punto” (actualmente disuelta) presentó el primer proyecto de unas jornadas de cómic en Granada.
En septiembre de 1994 se celebraron las “I Jornadas del Cómic, Ciudad de Granada” organizadas por la asociación juvenil “The Wago´s”, con el apoyo de la Junta de Andalucía y el Ayuntamiento de Granada. Manuel Vázquez realizó el cartel de esta primera edición.
Dos años después tuvieron lugar las “II Jornadas del Cómic de Granada”, con un cartel de Sergio Aragonés. Organizada por la asociación Ediciones Veleta, contó con el apoyo de la Junta de Andalucía, la Diputación de Granada y el ayuntamiento de Granada, entre otros colaboradores.
En 1998 se realizó la tercera edición “III Jornadas del Cómic de Granada”.
En 1999, cambió su denominación y se convirtió en “IV Salón Internacional del Cómic de Granada”, que se ha celebrado desde entonces el segundo fin de semana de marzo de forma anual. En esta edición también se instaló por primera vez una carpa gigante en el paseo del Salón.
En la edición de 2002, el cineasta Juanma Bajo Ulloa dirigió una polémica gala de entrega de premios en la que unos actores caracterizados como talibanes procedían a la quema de fotografías de la Virgen de las Angustias, García Lorca y Rosa López, simulaban un atentado terrorista y practicaban una felación y un coito en directo.
Al año siguiente, la mayoría de las instituciones públicas retiraron su apoyo económico al Salón. En su lugar, la organización contó con el patrocinio de la Facultad de Bellas Artes de Granada y otras siete entidades privadas, cobrando un euro simbólico por la entrada al Palacio de Congresos de Granada, edificio donde se celebraría el evento en los siguientes años.
En 2007 el Salón del Cómic se trasladó del Palacio de Congresos de Granada a la Feria de Muestras de Armilla (FERMASA) sin perder público por ello.
Durante su edición de 2010, se concedió por primera vez el premio Andalucía del Cómic, que fue a parar a Carlos Pacheco.